# جایزه بزرگ لاس وگاس
جایزه بزرگ لاس وگاس یا گراندپری لاس وگاس (انگلیسی: Las Vegas Grand Prix) یک رویداد اتومبیل رانی است که بخشی از مسابقات قهرمانی جهانی فرمول یک است و در پارادایس، نوادا، در ایالات متحده برگزار می‌شود. این مسابقه به عنوان یک مسابقه شبانه در یک مسیر خیابانی موقت که شامل بخش‌هایی از نوار لاس وگاس است، برپا می‌شود. اولین مسابقه در ۱۸ نوامبر ۲۰۲۳ برگزار شد.
برای برگزاری این مسابقه، هر سال پیست استریپ لاس وگاس قبل از رسیدن تیم‌ها راه اندازی و پس از مسابقه جمع‌آوری می‌شود. فرمول یک و لاس وگاس قراردادی ده ساله برای این مسابقه امضا کردند.

## پیشینه
افتتاحیه جایزه بزرگ لاس وگاس، که در ۱۸ نوامبر ۲۰۲۳ برگزار شد، اولین مسابقه فرمول یک در لاس وگاس از زمان جایزه بزرگ سیزر پلس در سال ۱۹۸۲ و اولین مسابقه خیابانی در این شهر از زمان رقابت چمپ کار جایزه بزرگ وگاس در سال ۲۰۰۷ بود. رویداد ۲۰۲۳ در اطراف نوار لاس وگاس در یک مسیر خیابانی کاملاً جدید رخ داد. این سومین جایزه بزرگ در ایالات متحده در تقویم ۲۰۲۳، پس از میامی و جایزه بزرگ ایالات متحده (آستین) بود و برای اولین بار از سال ۱۹۸۲ سه مسابقه در ایالات متحده در یک فصل فرمول یک برگزار شد.

## پیست
این پیست توسط «تیلکه جی‌ام‌بی‌اچ» و با هدایت کارستن تیلکه، فرزند هرمان تیلکه، طراحی شد. فرمول یک، قطعه زمینی را برای ساختن تأسیسات دائمی که در آخر هفته‌های مسابقه استفاده می‌شود خریداری کرد. این پیست با طول ۶٫۲۰۱ کیلومتر و متشکل از ۱۷ پیچ، ۵۰ دور طول می‌کشد که معادل ۳۰۹٫۹۵۸ کیلومتر است. این پیست در کنار بسیاری از مشهورترین هتل‌ها، کازینوها و جاذبه‌های گردشگری قرار دارد و شامل مسیرهای مستقیم طولانی‌ای از جمله مسیر ۱٫۹ کیلومتری مستقیم در لاس وگاس استریپ است.

## برندگان
| سال    | راننده پیروز | سازنده پیروز |
| ------ | ------------ | ------------ |
| ۲۰۲۳   | مکس فرستاپن  | ردبول ریسینگ |
| ۲۰۲۴   | جورج راسل    | مرسدس        |
| منابع: |              |              |